# A Obra ao Negro
Brasil: A obra em negro / Portugal: A obra ao negro  (L'Œuvre au noir, no original) é um romance de Marguerite Yourcenar, publicado em 8 de maio de 1968.
Desde que foi publicado este romance de Yourcenar obteve um grande sucesso tendo recebido o Prémio Femina de 1968 com voto unânime do júri.

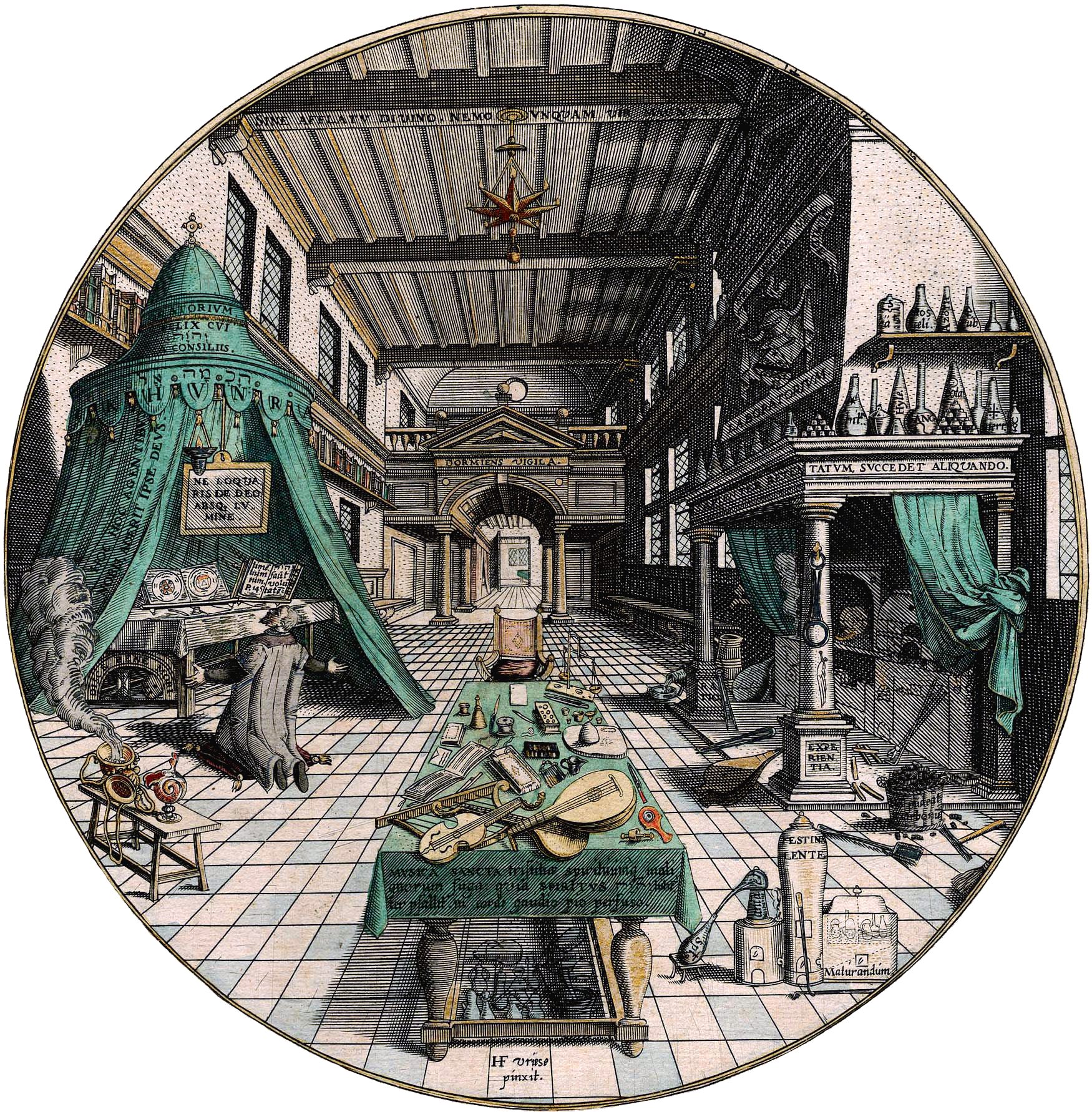
O Laboratório do Alquimista em Amphitheatrum Sapientiae Aeternae de Heinrich Khunrath (1595)

## O romance

### O título
A expressão obra ao negro em alquimia designa a primeira das três fases que é necessário realizar para completar a Magnum opus. Com efeito, segundo a tradição, o alquimista deve sucessivamente realizar bem a obra ao negro, ao branco e finalmente, ao vermelho, a fim de realizar a transmutação do chumbo em ouro, obter a pedra filosofal ou produzir a panaceia.
Yourcenar esclarece o significado do título do seguinte modo:
«A fórmula A Obra ao Negro, que dá o título a este livro, designa, nos tratados alquímicos, a fase de separação e dissolução, que era, diz-se, a parte mais difícil da Grande Obra. É ainda discutível se uma tal expressão se aplicava a audaciosas experiências sobre a própria matéria, ou se significava simbolicamente as provações do espírito ao libertar-se de rotinas e ideias feitas. Significou, sem dúvida, uma coisa e outra, distinta ou simultaneamente.».

### A história
Personagem imaginário do ideal humanista, Zenão, homem do Renascimento, foi inicialmente clérigo, depois filósofo, médico e alquimista, aprendeu muito durante uma vida errante. As suas actividades científicas, as suas publicações, bem como o seu espírito crítico indispõem a Igreja. Regressa a Bruges sob um nome falso, mas como efeito colateral de um escândalo vai ser preso e julgado pela Inquisição e suicida-se para não se submeter ao suplício da fogueira.

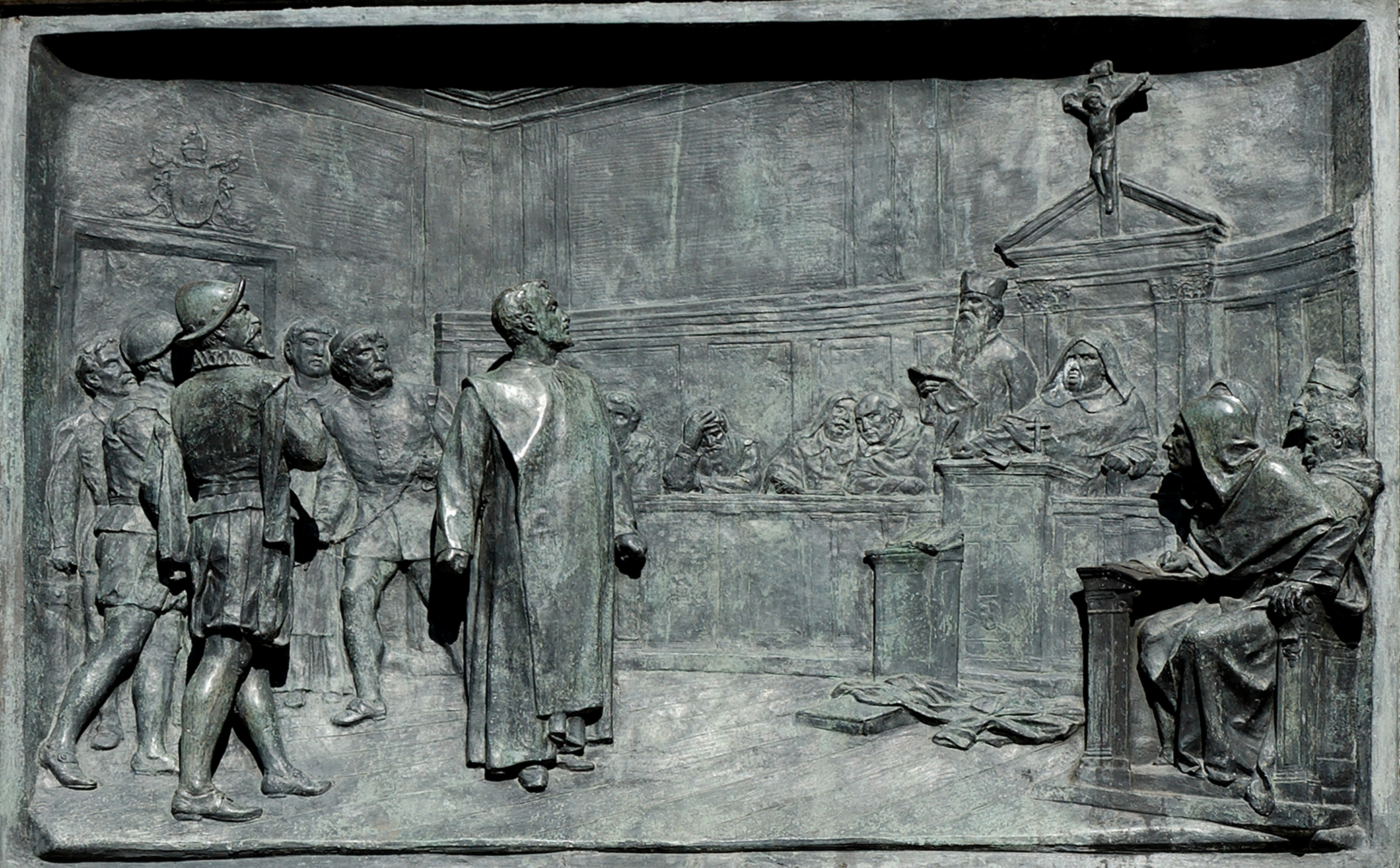
O Julgamento de Giordano Bruno pela Inquisição em Roma. Relevo em bronze por Ettore Ferrari, Campo de' Fiori, Roma.

A narrativa é composta de três partes:
- A vida errante
- A vida imóvel
- A prisão

Zenão simboliza o homem que procura, mas não pode apresentar a verdade no meio dos seus contemporâneos, pois somente alguns o compreendem. Ele perde a sua liberdade e depois a sua vida. O seu fim (porque recusou retractar-se perante as autoridades eclesiásticas) não está longe do de Giordano Bruno. Para a personagem a autora também se inspirou nos pensadores do seculo XVI perseguidos pelas autoridades religiosas como Paracelso, Miguel Servet, Copérnico, Étienne Dolet ou Tommaso Campanella. Várias ideias e investigações de Zenão provêm, de acordo com Marguerite Yourcenar, dos "Cadernos" de Leonardo da Vinci.

## Escopo da obra
A Obra ao Negro pode ser visto como o equivalente renascentista de Memórias de Adriano, o mais famoso romance de Marguerite Yourcenar. Estes dois romances têm de facto como ponto comum apresentar as reflexões de dois homens, ainda que muito diferentes, enquadrados no seu tempo, no mundo tal como eles o conheciam.
Ao contrário de Adriano, Zenão não é um homem de poder e evolui no seio de uma sociedade onde os riscos são permanentes para aqueles que defendem a liberdade de expressão ou de pensamento. As suas experiências (o romance descreve a sua vida desde o nascimento – bastardo da irmã de um rico mercador de Bruges - até à sua morte na prisão), impelidas por uma sabedoria e uma abertura de espírito pouco comuns para a época, levá-lo-ão a interessar-se por temas tão diversos como medicina (aprofundando a anatomia, praticando dissecções), alquimia, viagens, etc. No entanto, ele colide com um mundo onde reina a ignorância, onde a pena de morte é facilmente aplicada e onde o perigo é permanente.
Das suas viagens ressaltam reflexões que ele extrai sobre a sociedade, a organização política, as religiões e as suas reformas, etc.; das suas experiências científicas, o fabuloso mundo de conhecimento futuro que ele está em vias de actualizar; discussões com pessoas capazes de o compreender (o prior, um seu primo); a sua tolerância e a sua capacidade de se enriquecer intelectualmente a partir do próximo. Infelizmente, tudo isso era demasiado moderno para a época, e uma tal personagem não pode deixar de irritar e despertar as suspeitas do poder.
Um dos pontos fortes do romance é o de não caricaturar o poder, apresentando as altas autoridades da época como cínicas e corruptas. Os textos sobre a prisão e o julgamento de Zenão são, a esse respeito, sintomáticos, porque constituem uma confrontação entre dois mundos irreconciliáveis.

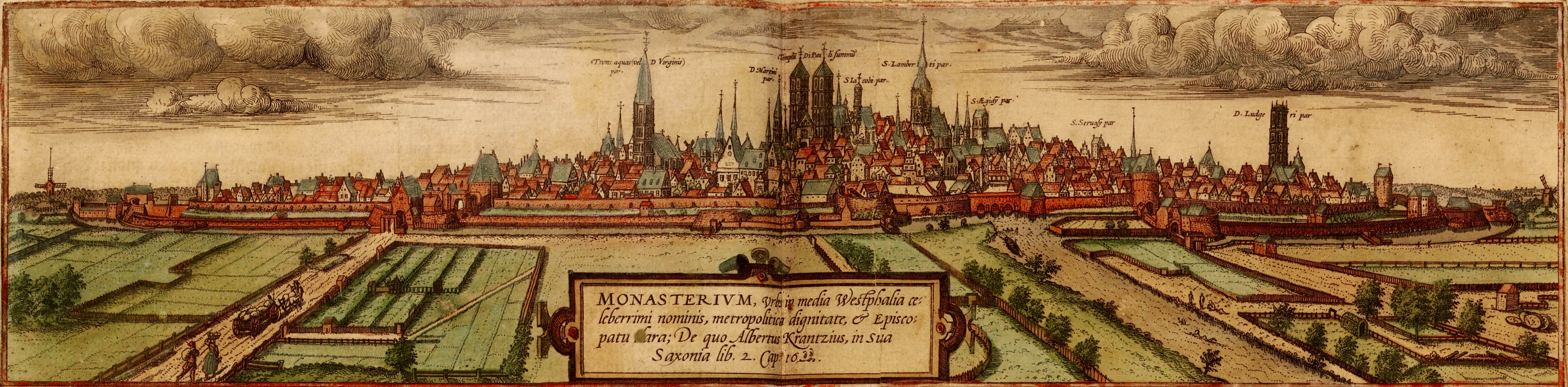
Münster, na época em que decorre o romance, quando se chamava Monasterium.

Alguns episódios do romance tornaram-se famosos: os acontecimentos que precederam o nascimento de Zenão, o cerco da cidade de Münster e o "munzerismo" (dissidência do anabaptismo), a conversa em Innsbruck entre Zenão e seu primo Henri-Maximilien, os diálogos com o prior dos Cordeliers, as dunas do mar do Norte, a prisão, o suicídio de Zenão.

## Extrato e citações

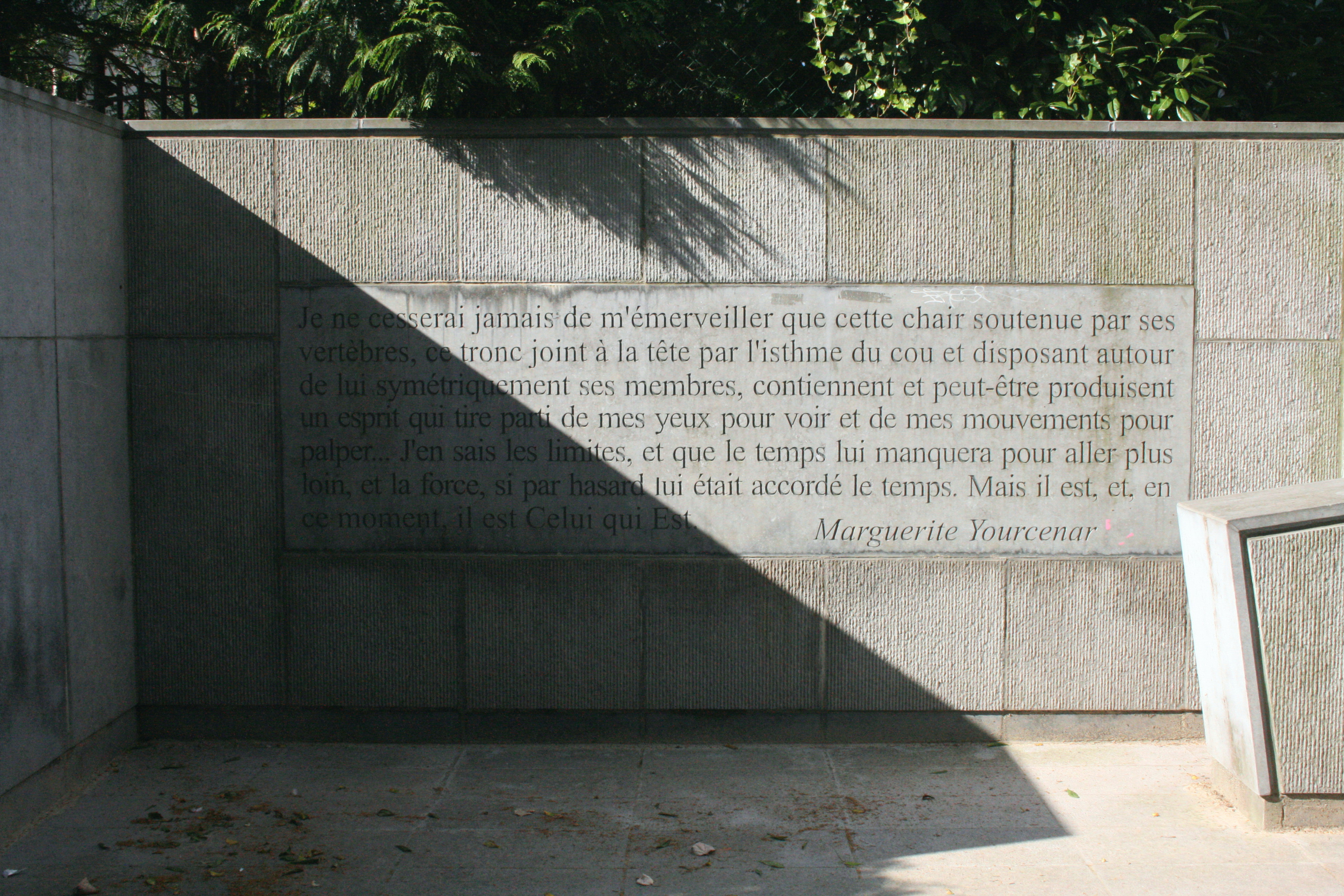
A Passagem de Marguerite Yourcenar dá acesso ao Parque d'Egmont, em Bruxelas. Ao longo da passagem, foram instaladas quatorze citações de A Obra ao Negro gravadas em pedra.

Na visita do cónego ao encarcerado Zenão, a dado momento da conversa este refere:
 É estranho que para nós, cristãos, sejam as pretensas desordens da carne consideradas o mal por excelência. Não há quem castigue com nojo e raiva a brutalidade, a selvajaria, a barbárie, a injustiça. Amanhã, ninguém se lembrará de considerar obscenas as pessoas que vierem ver-me contorcer no meio das chamas.

### Citações
- Praza Àquele que é talvez dilatar o coração humano à medida de uma vida inteira. (Zenão a Henri-Maximilien, op. c., p. 14.)
- Não há nenhuma acomodação duradoura entre aqueles que buscam, pesam, dissecam e se honram de serem capazes de pensar amanhã de outra forma do que hoje, e aqueles que acreditam, ou dizem que acreditam, e que obrigam, sob pena de morte, os seus semelhantes a fazer o mesmo.
- Menina que mostra as suas formas dá a conhecer a todos que tem fome de algo mais do que pãezinhos.
- Quem seria tão tolo que morresse sem ter ao menos dado a volta à sua prisão?
- Mais eu pensava, e mais as nossas ideias, os nossos ídolos, os nossos costumes ditos santos e aquelas das nossas visões que passam por inefáveis me pareciam geradas sem mais pelas agitações da máquina humana.
- Eu livrei-me de fazer da verdade um ídolo, preferindo dar-lhe o seu nome mais humilde de exactidão.

## Adaptação
O romance foi objecto de uma adaptação cinematográfica com o filme com o mesmo título do romance, A Obra ao Negro, dirigida pelo  belga André Delvaux em 1987.

## Edições em português
- Marguerite Yourcenar, A Obra ao Negro, Dom Quixote, Publicado em 04-2009, ISBN 9789722037600
- Marguerite Yourcenar, A Obra ao Negro, Tradução de António Ramos Rosa, Luísa Neto Jorge e Manuel João Gomes, Colecção Mil Folhas, jornal Público, 2002, ISBN 84-96075-43-5